# Черноколенко, Анастасия Васильевна
Анастасия Васильевна Черноколенко (род. 28 августа 1993, Днепродзержинск, Днепропетровская область) — украинский боксёр. Бронзовый призёр чемпионата мира 2014 года. Двукратный призёр чемпионатов Европы 2018 и 2019 годов. Чемпионка Украины 2014 года.

## Карьера
Начиная с 2010 года она активно участвует в международных соревнованиях по боксу. В 2014 году стала чемпионкой Украины в весе до 81 кг.
В 2014 году в корейском Чеджу на мировом первенстве завоевала бронзовую медаль, уступив в полуфинале индийской спортсменке Савити.
На европейском чемпионате 2018 года, который состоялся в Софии, она завоевала бронзовую медаль.
На 10-м чемпионате мира по боксу среди женщин в Индии, в поединке первого раунда она уступила колумбийской спортсменке Джессике Кайседо, и покинула турнир.
В 2019 году Черноколенко приняла участие в чемпионате Европы по боксу, который состоялся в Испании. Она добралась до полуфинала, в котором уступила своей сопернице из Турции Элиф Гюнери и завоевала бронзовую медаль чемпионата Европы.